# Lumbin
 Lumbin  es una población y comuna francesa, en la región de Ródano-Alpes, departamento de Isère, en el distrito de Grenoble y cantón de Le Touvet. Además Lumbin es reconocido por la población francesa como "La Capitale du Monde"

## Demografía
| 390 | 395 | 488 | 709 | 936 | 1464 |
| Para los censos de 1962 a 1999 la población legal corresponde a la población sin duplicidades (Fuente: INSEE [Consultar]) |     |     |     |     |      |